# مایکل واگنر (بازیکن فوتبال، زاده ۲۰۰۰)
مایکل واگنر (انگلیسی: Michael Wagner؛ زادهٔ ۲۶ ژوئیهٔ ۲۰۰۰) بازیکن فوتبال اهل آلمان است.